# Âmes sur la route
Pour plus de détails, voir Fiche technique et Distribution.
Âmes sur la route (路上の霊魂, Rojō no reikon) est un film muet japonais réalisé par Minoru Murata, sorti en 1921 au Japon. Fortement influencé par le cinéma américain, notamment par Intolérance de D. W. Griffith, le récit mêle trois histoires montées en flash-back.

## Synopsis
Alors que deux prisonniers viennent de s’évader de prison, un jeune homme espère devenir un grand violoniste. 

## Fiche technique
- Titre : Âmes sur la route
- Titre original : Rojō no reikon (路上の霊魂?)
- Réalisation : Minoru Murata
- Scénario : Kiyohiko Ushihara d'après Maxime Gorki et Wilhelm August Schmidtbonn
- Photographie : Bunjirō Mizutani
- Société de production : Shōchiku
- Pays d'origine :  Empire du Japon
- Langue originale : japonais (intertitres)
- Genre : Drame
- Durée : 91 minutes
- Date de sortie :
  - Empire du Japon : 8 avril 1921[2]

## Distribution
- Kaoru Osanai : Yasushi Sugino
- Haruko Sawamura : Yōko
- Denmei Suzuki : Koichirō
- Mikiko Hisamatsu : Fumiko
- Ryuko Date : Mitsuko, fiancée de Koichirō
- Yuriko Hanabusa : la fille
- Sōtarō Okada : gardien de la villa
- Kumahiko Mohara : hôte de la villa
- Minoru Murata : Tarō
- Komei Minami : Tsurikichi
- Shigeru Tsutamura : Kamezo